# L'irresponsabile capitano Tylor
L'irresponsabile capitano Tylor (無責任艦長タイラー?, Musekinin kanchō Tairā) è una serie anime ispirata a The Most Irresponsible Man in Space (宇宙一の無責任男?, Uchū ichi no musekinin otoko), una serie di light novel di Hitoshi Yoshioka. La serie è stata prodotta da alcuni fra i più grossi studi di animazione giapponesi: Big West, Tatsunoko Production, King Records e VAP.
La saga de L'irresponsabile capitano Tylor è composta da una serie televisiva di ventisei episodi, creata e diretta da Kōichi Mashimo e dal suo sequel di dieci episodi OVA diretti da Mashimo e Naoyuki Yoshinaga. La serie televisiva è stata trasmessa in Giappone da TV Tokyo fra il 25 gennaio 1993 ed il 19 luglio 1993. La serie è stata trasmessa anche in America Latina da Magic Kids e negli Stati Uniti da AZN Television. In Italia la serie televisiva è stata pubblicata in VHS dalla Yamato Video nel 2001, e trasmessa in prima visione dal canale Man-Ga nel 2010. Dal 17 settembre al 10 dicembre 2013 è stata pubblicata per lo streaming su internet sul canale di YouTube Yamato Animation. Un adattamento manga in tre volumi è stato pubblicato da Enterbrain nel 2001. Una serie di corti anime basata sulla serie di light novel, intitolata The Irresponsible Galaxy Tylor (無責任ギャラクシー☆タイラー?, Musekinin gyarakushī Tairā) e prodotta da Seven per la regia di Hiroshi Kimura, ha iniziato la messa in onda in Giappone l'11 luglio 2017. In tutto il mondo, ad eccezione dell'Asia, gli episodi della serie di corti sono stati trasmessi in streaming in simulcast, anche coi sottotitoli in lingua italiana, da Crunchyroll.
La serie viene normalmente classificata come una space opera parodica.

## Trama
In un lontano ed ipertecnologico futuro, Justy Ueki Tylor, il personaggio del titolo, è un misterioso giovane, privo di un vero scopo nella propria vita ed un talento nel riuscire a cavarsela per caso da situazioni di quasi morte con un atteggiamento infantile. A volte sembra addirittura non rendersi conto di quando è in pericolo, cosa che in realtà per lui è un bene in molte occasioni.
Grazie ad una serie di incredibili colpi di fortuna che portano Tylor a salvare l'Ammiraglio dell'organizzazione interplanetaria United Planets Space Force da un rapimento, il giovane guadagna il comando di un cacciatorpediniere, la fatiscente e minuscola Soyokaze (in italiano Brezzolina), con grande disappunto di colui che diventerà il suo luogotenente, Makoto Yamamoto.
Tylor ed il suo equipaggio di disadattati (gli unici con un minimo di competenza a bordo sono Yamamoto e Yuriko Star) si troverà quindi a guidare la Soyokaze nella guerra contro l'impero Raalgon, comandato dalla principessa Azalyn, un popolo alieno dalle sembianze di elfo. Nonostante i presupposti, alla fine Tylor riuscirà a sigillare la pace definitiva fra le forze terrestri e i Raalgon.

## Personaggi
- Justy Ueki Tylor (ジャスティ・ウエキ・タイラー少佐?, Jasuti Ueki Taira-shōsa)

Doppiato da Kouji Tsujitani (Giappone), Nicola Bartolini Carrassi (Italia)
Misterioso ed imperscrutabile ventenne, si unisce alla United Planets Space Force per poter condurre quella che secondo lui sarebbe stata una vita facile. Diventato per via di una serie di colpi di fortuna, capitano dalla Soyokaze, Tylor è in grado di riuscire a tirarsi fuori da ogni sorta di guai proprio grazie alla sua incredibile buona sorte.
- Yuriko Star (ユリコ・スター少佐?, Yuriko Sutā-shōsa)

Doppiata da Yuri Amano (Giappone), Marina Thovez (Italia)
Giovanissima ufficiale a bordo della Soyokaze, Yuriko a differenza del capitano Tylor è competente e responsabile, ed ha assunto il compito di far ragionare il capitano quando sta esagerando. Finirà per innamorarsi di Tylor
- Umi (?, Umi)

Doppiata da Mika Kanai (Giappone), Alessandra Karpoff (Italia)
- Harumi (?, Harumi)

Doppiata da Maya Okamoto (Giappone), Roberta Gallina Laurenti (Italia)
- Tenente Kim (?, Kim Kyung Hwa)

Doppiata da Kotono Mitsuishi (Giappone), Elisabetta Spinelli (Italia)
- Makoto Yamamoto (マコト・ヤマモト大尉?, Makoto Yamamoto-taī)

Doppiato da Shō Hayami (Giappone), Marco Balzarotti (Italia)
Luogotenente della Soyokaze, Yamamoto è un militare molto legato alle regole, pertanto pur non tollerando gli atteggiamenti di Tylor, non può opporsi al suo superiore. Sogna un giorno di diventare egli stesso comandante di una nave.
- Azalyn  (アザリン?, Azarin)

Doppiata da Hiroko Kasahara (Giappone), Giovanna Papandrea (Italia)
Principessa sedicenne dell'impero Raalgon, Azalyn è una ragazzina suo malgrado costretta a comandare il suo popolo per via della morte dei suoi genitori. Ha deciso di combattere la United Planets Space Force, credendo l'organizzazione responsabile della morte dei suoi genitori.
- Ru Baraba Dom (ル・バラバ・ドム?, Ru Baraba Domu)

Doppiato da Toshihiko Seki (Giappone), Lorenzo Scattorin (Italia)
È un comandante di una delle flotte di Raalgon, è l'unico ad avere un comportamento sincero nei confronti della principessa Azlyn, diventando uno dei suoi consiglieri più fidati.

## Anime

### Episodi
| Nº | Titolo italiano Giapponese 「Kanji」 - Rōmaji                                                       | In onda          | In onda        |
| Nº | Titolo italiano Giapponese 「Kanji」 - Rōmaji                                                       | Giapponese       | Italiano       |
| 1  | Il misterioso irresponsabile 「なぞの無責任男」 - Nazo no Musekinin Otoko                           | 25 gennaio 1993  | 1º luglio 2010 |
| 2  | La bella vita dei pensionati 「いよっ!花の年金生活」 - Iyo! Hana no Nenkinseikatsu                  | 1º febbraio 1993 | 2 luglio 2010  |
| 3  | La nave va, ma i dubbi restano 「艦は出ていくシコリは残る」 - Fune wa Deteiku Shikori wa Nokoru     | 8 febbraio 1993  | 5 luglio 2010  |
| 4  | Resa incondizionata 「敵だ! ピンチだ! 降参だ!」 - Teki Da! Pinch Da! Kousan Da!                     | 15 febbraio 1993 | 6 luglio 2010  |
| 5  | Un angelo vestito di bianco 「H[エッチ]ではじまる 白衣の天使」 - H de Hajimaru Hakui no Tenshi      | 22 febbraio 1993 | 7 luglio 2010  |
| 6  | La coda della coda della lucertola 「トカゲのしっぽのしっぽ」 - Tokage no Shippo no Shippo          | 1º marzo 1993    | 8 luglio 2010  |
| 7  | Un patto tra gentiluomini 「紳士協定 がまんがまん」 - Shinshikyoutei Gaman Gaman                    | 8 marzo 1993     | 9 luglio 2010  |
| 8  | La vita è breve, uccidi, ragazza! 「命短し、殺せや乙女」 - Inochi Mijikashi, Korose ya Otome        | 15 marzo 1993    | 12 luglio 2010 |
| 9  | Ditelo con i fiori 「花占いに祈りを込めて」 - Hana Uranai ni Inori o Komete                         | 22 marzo 1993    | 13 luglio 2010 |
| 10 | Aprire le ali e volare 「心眼、近眼、ドガンドガン」 - Shingan, Kingan, Dogan Dogan                  | 29 marzo 1993    | 14 luglio 2010 |
| 11 | Declassate e felici 「左遷(なが)されて女ざかり」 - Nagasarete Onnazakari                            | 5 aprile 1993    | 15 luglio 2010 |
| 12 | La notte che la Soyokaze si fermò 「そよかぜが消えた日」 - Soyokaze ga Kieta Hi                     | 12 aprile 1993   | 16 luglio 2010 |
| 13 | Strategia, tattica o nessuna delle due? 「予習・復習・不勉強」 - Yoshuu Fukushuu Fubenkyou          | 19 aprile 1993   | 19 luglio 2010 |
| 14 | L'equazione della gentilezza 「やさしさの方程式」 - Yasashisa no Houteishiki                        | 26 aprile 1993   | 20 luglio 2010 |
| 15 | Germi pericolosi 「キンキン危険な病原菌」 - Kin Kin Kigen na Byougenkin                             | 3 maggio 1993    | 21 luglio 2010 |
| 16 | Strano amore 「ストレンジ ラブ」 - Sutorenji Rabu                                                   | 10 maggio 1993   | 22 luglio 2010 |
| 17 | Fuga senza giustizia 「仁義なき脱出」 - Jinginaki Dasshutsu                                         | 17 maggio 1993   | 23 luglio 2010 |
| 18 | Le circostanze di una confessione 「告白の行方」 - Kokuhaku no Yukue                                | 24 maggio 1993   | 26 luglio 2010 |
| 19 | La bella addormentata nel bosco 「眠れる森の美少女」 - Nemureru Mori no Bishoujo                    | 31 maggio 1993   | 27 luglio 2010 |
| 20 | Mi fido di te 「よきに計らえ善後策」 - Yoki ni Hakarae Zengosaku                                    | 7 giugno 1993    | 28 luglio 2010 |
| 21 | Paco Paco Junior 「パコパコ ジュニア!」 - Pako Pako Junia!                                          | 14 giugno 1993   | 29 luglio 2010 |
| 22 | Quest'uomo vale un esercito 「たったひとりの軍隊」 - Tatta Hitori no Guntai                         | 21 giugno 1993   | 30 luglio 2010 |
| 23 | Il giorno più lungo della galassia 「宇宙で一番長い日」 - Uchuu de Ichiban Nagai Hi                 | 28 giugno 1993   | 2 agosto 2010  |
| 24 | Morte di un ammiraglio 「プッツン プッツン ピチパチ プッツン」 - Puttsun Puttsun Pichipachi Puttsun | 5 luglio 1993    | 3 agosto 2010  |
| 25 | Nel modo più triste 「マイウェイが切なくて」 - Mai Uei ga Setsunakute                               | 12 luglio 1993   | 4 agosto 2010  |
| 26 | I regolamenti hanno le spalle larghe 「掟ひろきうつはもの」 - Okite Hiroki Utsuwamono               | 19 luglio 1993   | 5 agosto 2010  |

## Manga
Il manga Love & War ideato da Hitoshi Yoshioka e disegnato da Kotaro Mori, è stato pubblicato dalla Enterbrain fra il 2001 ed il 2002. La storia del manga è ambientata anni dopo la fine degli eventi narrati negli OAV. Tylor è diventato viceammiraglio e capitano della corazzata Omi. Al suo fianco ci sono sempre Yuriko Star, ormai sua fidanzata e Makoto Yamamoto. Tylor ed il suo equipaggio si troveranno ad affrontare un viaggio indietro nel tempo che li porterà nuovamente ad affrontare il regno Raalgon.

## Doppiaggio
| Personaggio                     | Doppiatore originale | Doppiatore italiano       |
| ------------------------------- | -------------------- | ------------------------- |
| Justy Ueky Tylor                | Kōji Tsujitani       | Nicola Bartolini Carrassi |
| Yuriko Star                     | Yuri Amano           | Marina Thovez             |
| Makoto Yamamoto                 | Shō Hayami           | Marco Balzarotti          |
| Kojiro Sakei                    | Mitsuo Iwata         | Patrizio Prata            |
| Emi                             | Mika Kanai           | Sonia Mazza               |
| Umi                             | Mika Kanai           | Alessandra Karpoff        |
| Harumi                          | Maya Okamoto         | Roberta Gallina           |
| Katori                          | Masako Katsuki       | Francesco Orlando         |
| Kim Kyung Hwa                   | Kotono Mitsuishi     | Elisabetta Spinelli       |
| Andresen                        | Hiroyuki Shibamoto   | Giorgio Bonino            |
| Cryburn                         | Kazuhiro Nakata      | Vittorio Bestoso          |
| Dott. Kitaguchi                 | Jōji Yanami          | Riccardo Rovatti          |
| Vice ammiraglio Fuji            | Tomomichi Nishimura  | Marco Balbi               |
| Vice ammiraglio Mifune Mugihito |                      | Mario Zucca               |
| Azalyn                          | Hiroko Kasahara      | Giovanna Papandrea        |
| Ru Baruba Dom                   | Toshihiko Seki       | Lorenzo Scattorin         |
| Wang                            | Masaaki Tsukada      | Oliviero Corbetta         |
| Conawer                         | Kosuke Otano         | Guido Rutta               |
| Sh'ia - Haas                    | Yuko Mita            | Elda Maria Olivieri       |

## Colonna sonora
Sigla di apertura
- Just Think Of Tomorrow cantata da Mari Sasaki (TV)

Sigle di chiusura
- Downtown Dance cantata da Mari Sasaki (TV)

Per la serie OAV, ci sono delle sigle diverse per ogni episodio cantate da T's WORKSHOP:
- Zutto Issho da yo (ep. 3)
- Jiyū no Tsubasa (ep. 4)
- REQUIEM (ep. 5)
- EVE (ep. 6)
- EVERY DAY AND NIGHT (ep. 7)
- Sora to Umi ga hitotsu ni Naru Basho (ep. 8)
- Anata o zutto mitsumete iru (ep. 9-10)